# 3-أمينو البيريدين
3-أمينو البيريدين مركب عضوي له الصيغة الكيميائية C5H6N2، ويوجد على شكل بلورات عديمة اللون.
يعد المركب واحداً من متصاواغات أمينو البيريدين.

## التحضير
يحضر 3-أمينو البيريدين من تسخين نيكوتيناميد مع هيبوبروميت الصوديوم، والذي يحضر بشكل مباشر في إناء التفاعل من مزج هيدروكسيد الصوديوم مع البروم عند الدرجة 70 °س.

## الخواص
يوجد المركب في الشروط القياسية على شكل بلورات عديمة اللون، تنصهر عند حوالي الدرجة 65°س، في حين يغلي المركب عند المركب عند 248 °س.

## الاستخدامات
يدخل المركب في صناعة العقاقير والمستحضرات الدوائية.

## اقرأ أيضاً
- 2-أمينو البيريدين
- 4-أمينو البيريدين
- 2-كلورو البيريدين